# Neotoma goldmani
Neotoma goldmani é uma espécie de roedor da família Cricetidae.
É encontrada apenas no México.